# Система Тихельмана

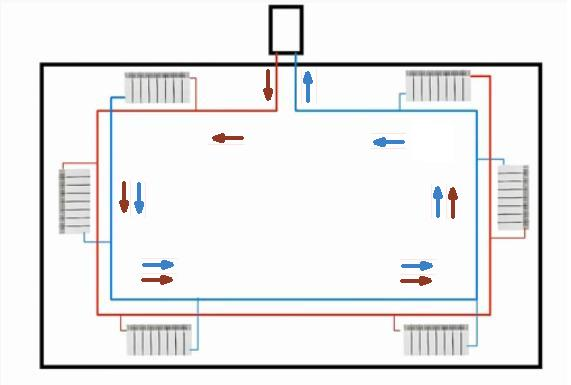
Система Тихельмана для радиаторов

Система Тихельмана для солнечных коллекторов

Система Тихельмана (петля Тихельмана, попутная система) — способ укладки труб в системе водяного отопления, при котором вода в трубах подачи и возврата движется в одном направлении по кольцевому маршруту. При этом автоматически обеспечивается равномерный и одновременный прогрев всех радиаторов отопления.

## Описание
При использовании системы Тихельмана трубы с теплоносителем от теплогенератора (котла, солнечного коллектора) к потребителям тепла (отопительным радиаторам) и обратно укладываются по кольцевой трассе так, чтобы первый радиатор получив по ответвлению воду из трубы подачи был последним (если считать от котла) на возвратной трубе. В итоге сумма длин подающей и обратной линий будет примерно одинаковой для каждого узла (радиаторы с короткой подачей имеют длинную обратную линию и наоборот). Подающее давление на первом радиаторе будет самым сильным, но и сопротивление в обратной трубе будет также самым высоким. Для последнего радиатора подающее давление будет самым слабым, но при этом в обратной трубе будет создаваться отрицательное давление, что обеспечит дополнительный подсос из подающей трубы. Это обеспечивает на всех радиаторах примерно одинаковые потери давления и, таким образом, уравнивает объёмные потоки и тепловые потоки в радиаторах даже без использования регулирующих клапанов. В результате обеспечивается равномерный и синхронный нагрев всех радиаторов вне зависимости от их удалённости от теплогенератора.
Система Тихельмана хорошо работает, если идентичные компоненты обеспечивают примерно равные потери давления для каждого обособленного узла. В этом случае гарантируется равномерный поток теплоносителя. Это легко достигается при использовании одинаковых радиаторов, что обычно и применяется на крупных объектах. Если в системе применяют несколько вариантов радиаторов, то желательно обеспечить в узлах одинаковое водяное сопротивление. Потери давления складываются из трения в трубах, которые зависят от шероховатости материала, диаметра и длины, а также потери давления на фитингах. Коэффициенты потери давления (дзета-значения) определяются эмпирически и доступны в справочной литературе или как технические характеристики устройств.
Солнечные коллекторы тоже часто подключают по этой системе, чтобы в них автоматически равномерно распределить поток через каждый из элементов.

## Преимущества
Система Тихельмана позволяет создать гидравлически сбалансированную систему с наименьшим возможным суммарным сопротивлением без применения регулировочных клапанов. Она может обеспечить равномерный прогрев всех радиаторов в самоточных системах (без насосов) или с небольшим насосом, так как его мощность не расходуется на преодоление излишнего сопротивления, создаваемого регулировочными кранами ради достижения баланса распределения теплового потока.
Для обеспечения равномерного протока теплоносителя через радиаторы нет нужды по всех длине использовать трубы одинакового диаметра. В начале подача имеет самое большое сечение, постепенно оно уменьшается до самого малого в конце. Возвратная труба наоборот — сперва имеет самое малое сечение и к концу оно увеличивается.
Отключение любого из существующих или подключение дополнительных радиаторов не изменяет общей сбалансированности системы и не вызывает перекосов в прогреве.

## Недостатки

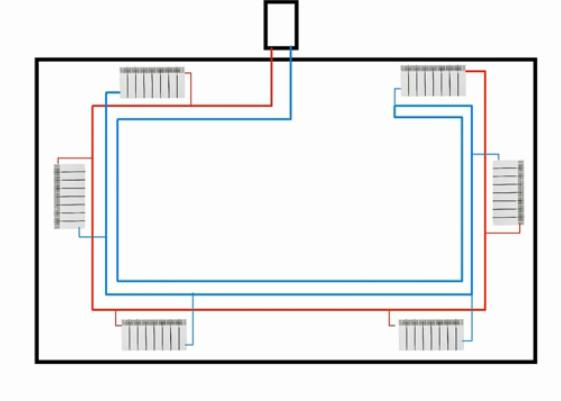
Если препятствие не позволяет проложить обратную трубу от последнего радиатора напрямую к котлу, тогда схема Тихельмана превращается в «трёхтрубную»

Система Тихельмана требует кольцевого движения теплоносителя по двум параллельным трубам, что приводит к более высокому расходу материалов, если трубы не прокладываются по кратчайшему возможному маршруту. Существенным препятствием являются дверные проёмы, лестницы и некоторые иные конструктивные особенности зданий. При новом строительстве это можно заранее учесть или обойти, но при ремонте старых зданий дополнительные усилия для прокладки отопления по системе Тихельмана обычно настолько велики, что от неё отказываются в пользу ремонта существующей системы.
Может потребоваться более сложная теплоизоляция, поскольку трубы подачи и возврата находятся рядом друг с другом. Это фактор стал несущественным после массового перехода на полипропиленовые трубы.
Если в системе нет циркуляционного насоса, тогда трубы подачи и возврата должны иметь разные уклоны, что делает прокладку труб более сложной и дорогой. Кроме того, без насоса эта система может функционировать только на одном этаже.

## Происхождение названия
Система названа в честь Альберта Тихельмана (Albert Tichelmann, 1861—1926), который был специалистом в области водяного отопления и предложил свою систему подключения отопительных приборов в 1901 году. С 1887 по 1892 Тихельман был студентом Германа Ритчеля в Берлинском королевском техническом университете. Герман Ритчель считается основателем теории систем отопления и кондиционирования. Ритчель называл Тихельмана наиболее успешным практиком из числа своих студентов и упоминал в своих работах Тихельмана и его фирму «Jeglinsky & Tichelmann», основанную в 1903 в Дрездене.
Ассоциация немецких инженеров (VDI) ежегодно присуждает Премию Альберта Тихельмана за выдающуюся работу в области технического строительного оборудования.